# Ernsthaftigkeit
Unter dem Begriff Ernsthaftigkeit werden im Klettersport die absicherungstechnischen und psychischen Anforderungen und das Risiko einer Kletterroute zusammengefasst. Die Ernsthaftigkeit stellt damit, neben der exogenen klettertechnischen Schwierigkeit, der konditionellen und der endogenen klettertechnischen Leistungsfähigkeit ein weiteres wichtiges Kriterium bei der Tourenplanung dar.
Im Gegensatz zu einer weitverbreiteten Fehleinschätzung sind Schwierigkeit und Gefährlichkeit von Kletterrouten besonders seit der Entwicklung des modernen Sportkletterns weitgehend voneinander unabhängig. Bessere Absicherungsmöglichkeiten haben es mit sich gebracht, dass auch technisch äußerst anspruchsvolle Sportkletterrouten nur mit einem sehr geringen Risiko behaftet sein können, wohingegen auch technisch nicht besonders schwierige alpine Kletterrouten selbst für erfahrene Alpinisten riskant sein können.
Das Konzept der Ernsthaftigkeit umfasst mehrere Aspekte. Ein wesentliches Kriterium ist die Qualität der Absicherung. Je größer die Abstände zwischen den Sicherungspunkten sind, je schlechtere Qualität diese aufweisen und je höher die Anforderungen an den Kletterer in Bezug auf das Verwenden mobiler Sicherungspunkte (Klemmkeile, Friends, ...) sind, desto höher ist das Verletzungsrisiko im Fall eines Sturzes. Andere Faktoren sind die psychische Belastung (z. B. Ausgesetztheit, Brüchigkeit), schlechte klimatische Bedingungen und das Fehlen von Möglichkeiten zum schnellen Rückzug aus der Route im Fall von Problemen. Auch objektive Gefahren wie Steinschlag oder Eislawinen fließen in die Beurteilung der Ernsthaftigkeit mit ein.

## Ernsthaftigkeitsskalen
Lange Zeit wurde bei der Bewertung von Kletterrouten kaum zwischen Schwierigkeit und Ernsthaftigkeit unterschieden. Frühere Schwierigkeitsskalen versuchten häufig, Ernsthaftigkeit in die Schwierigkeitsbewertung einzubeziehen: Ältere Definitionen der UIAA-Skala beinhalten auch Ernsthaftigkeitsaspekte, auch die englische Schwierigkeitsskala bezieht die Absicherungsqualität ein. Da sich solche gemeinsame Bewertungen durch die Differenzierung des Klettersports in den letzten Jahrzehnten (z. B. Entwicklung des Sportkletterns) häufig als problematisch erwiesen haben, wird zunehmend versucht, für die Ernsthaftigkeit von Routen eigene, von den Schwierigkeitsbewertungen unabhängige Skalen (E-Skalen) zu entwickeln. Bis jetzt gibt es aber noch keine allgemein anerkannte und normierte Ernsthaftigkeitsskala. Auch für andere Formen des Kletterns wie das Eisklettern und das Bouldern existieren solche Skalen, die für die besonderen Anforderungen dieser Sportarten adaptiert wurden.
Ein Beispiel für eine Ernsthaftigkeitsskala ist die SAC-Absicherungsskala des Schweizer Alpen-Clubs oder die englische Schwierigkeitsskala.